# Hockey Club Ajoie
| \| Localisation sur la carte de Suisse · Porrentruy \| Localisation sur la carte de Suisse Porrentruy. |
| Localisation sur la carte de Suisse · Porrentruy                                                       |

Le Hockey-Club Ajoie, couramment abrégé en HC Ajoie ou HCA, est un club professionnel de hockey sur glace basé à Porrentruy, dans le canton du Jura, en Suisse. Il évolue en National League, première division suisse, depuis sa promotion en 2021.

## Histoire du club

### 1973 - 1988
La fondation du Hockey-Club Ajoie coïncide avec la construction de la patinoire du Voyeboeuf à Porrentruy en 1973. La nouvelle équipe prend la place du HC Vendlincourt en deuxième ligue. Le premier match officiel de l’équipe ajoulote a lieu le 17 novembre 1973,  à Porrentruy, contre le HC Corgémont, et se termine sur une victoire du club local par 4 buts à 3,.
Le HCA se qualifie pour les tours de promotion en 1975, 1976 et 1977, avant de réussir à passer l'écueil en disposant du HC Lützelflüh par 10 buts à 6, en mars 1978. 
La progression constante du club continue, puisque les Bruntrutains défient YS Neuchâtel à l’issue de la saison 1979-1980, pour une promotion en ligue nationale B. Mais les Neuchâtelois se montrent intraitable. Le HCA doit encore patienter en première ligue.
C’est à l’issue de la saison 1981-1982 que les Jurassiens obtiennent leur première promotion en LNB en battant le HC Martigny. Moins de dix ans après son avènement, le HC Ajoie évolue dans la seconde division suisse. Mais la concurrence est rude et, en 1984, la ligue décide de reléguer les quatre dernières équipes du championnat.  Le HCA, malgré une belle résistance, doit se résoudre à la démotion,,.
Cependant, les Jurassiens ne passent qu’une saison en première ligue avant de retrouver la LNB en 1985. Ils y évoluent jusqu’en 1988, où le club célèbre la consécration de 15 ans d’efforts en obtenant la promotion dans l’élite du hockey suisse, la ligue nationale A.

### 1988 - 2000
Pour leur première saison en LNA, les Ajoulots sont à la peine. Ils terminent bons derniers du championnat régulier et doivent affronter le tour de promotion/relégation. C’est au bout du dixième et dernier match, face aux prétendants à la promotion du HC Martigny, que les Jurassiens se délivrent  et sauvent leur place dans l’élite.
La saison suivante n’est cependant pas plus facile pour le HCA. À nouveau dernier du championnat régulier, les Bruntrutains ne parviennent pas cette fois -ci à réaliser l’exploit de l’année précédente et doivent se résigner à la relégation en LNB.
L’équipe se stabilise en deuxième division, et atteint le tour de promotion/relégation à l’issue de la saison 1990-1991, mais ne parvient pas à passer l'écueil. Ce sera chose faite la saison suivante, les Jurassiens parviennent à déposséder le HC Olten de sa place en LNA.
Le HC Ajoie ne passe cependant qu’une saison dans l’élite. Même s’ils terminent la saison devant le HC Coire, les Jurassiens doivent passer par la nouvelle formule du tournoi de promotion/relégation. Ils affrontent le SC Rapperswil-Jona au meilleur des 7 matchs, mais ne parviennent pas à battre les Saint-gallois. Le verdict est sans appel, une série perdue 0 à 4, synonyme de relégation en LNB. 
Avec cette déconvenue s’ouvre une période d’instabilité pour le HC Ajoie. Si à l’issue de la saison 1993-1994, les Jurassiens réussissent le maintien en LNB face au EHC Bülach, la confrontation est émaillée par une polémique. Lors de la troisième confrontation des deux équipes, le 26 février 1994 à Porrentruy, le président du EHC Bülach, Otto Zimmerli est agressé. Blessé, le président zurichois demande le déplacement du cinquième match sur un terrain neutre, invoquant un manque de sécurité à Porrentruy. Cependant, la ligue statue que la responsabilité du HC Ajoie n’est pas engagée et le match n’est pas déplacé. En protestation, le EHC Bülach refuse de se rendre à Porrentruy et le match est accordé au HC Ajoie par forfait. Se sentant lésé, Otto Zimmerli dépose un protêt auprès de la ligue, qui le déboute à nouveau et confirme le maintien des jurassiens en LNB,,,,,,,. 
Mais le répit à la suite de cette affaire n’est que de courte durée. Le HC Ajoie est miné par les dettes et termine la saison 1994-1995 largement distancé. Financièrement, le club est sauvé en février 1995 par l’accord d’un concordat sur les créances et une campagne de dons qui permet de lever près d’un demi-million de francs auprès des soutiens du club. Cependant, malgré une vaillante série où ils poussent le HC Martigny au septième et dernier match, les Jurassiens s'inclinent et doivent se résoudre à la relégation en première ligue,,,. 
Après deux relégations et une situation financière tumultueuse, la direction du HCA désire tourner la page et repartir de l’avant. Avec un contingent d’expérience, les Jurassiens terminent deuxième de leur groupe derrière le HC Sierre, qu'ils défont en finale des play-offs, pour s’ouvrir le chemin du tour de promotion en LNB. Là, ils affrontent les deux autres qualifiés, le HC Lucerne et Bâle-Petit-Hünigen. Les Lucernois et les Ajoulots obtiennent la promotion en LNB. Le retour dans la deuxième division nationale n’est cependant que de courte durée, car à l’issue d’une saison 1996-1997 difficile, le HC Ajoie termine bon dernier puis se voit renvoyé en première ligue par le HC Lucerne,,.

### 2000 - 2020
En 1999, l’arrivée de Patrick Hauert à la présidence du HC Ajoie amorce une nouvelle ère pour le club bruntrutain. S’ils sont bien établis en première ligue depuis 1997, les Jurassiens passent enfin l'écueil de la promotion en 2000. Mieux équipés pour la LNB que lors de leur précédente ascension, les Ajoulots parviennent à se qualifier pour les quarts de finale des play-offs, où ils doivent s’incliner face au HC Bienne,. 
Le HC Ajoie se construit dès lors comme l’un des piliers de la LNB. Cette période de stabilité permet l’éclosion des joueurs locaux Steven Barras et Jordane Hauert, auxquels s'ajoutent le duo canadien James Desmarais et Stéphane Roy. Avec ce solide noyau, le HCA devient une menace, même pour les ténors de la ligue que sont le HC Bienne et le Lausanne HC. Les séries de play-offs extrêmement disputées deviennent une marque de fabrique et la patinoire du Voyeboeuf, un chaudron surchauffé par les supporters jurassiens,.
L’arrivée de l'entraîneur Gary Sheehan et d’un nouveau binôme canadien formé de Philip-Michael Devos et Jonathan Hazen, en 2015, amorce un nouveau palier dans la progression du HC Ajoie. Emmenés par leur capitaine Steven Barras, les Jurassiens décroche le titre de LNB face au SC Rapperswil-Jona Lakers. Cependant, le HC Ajoie n’ayant pas demandé une licence pour jouer en LNA car ne remplissant pas les conditions de la ligue, la série de promotion/relégation contre le HC Bienne est annulée,.
En 2018, un projet de rénovation de la patinoire du Voyeboeuf est accepté par la population locale, lors d’un référendum. La vénérable enceinte devient alors la Raiffeisen Arena et remplit les normes pour jouer dans la plus haute division nationale,.

#### Vainqueur de la Coupe de Suisse 2020

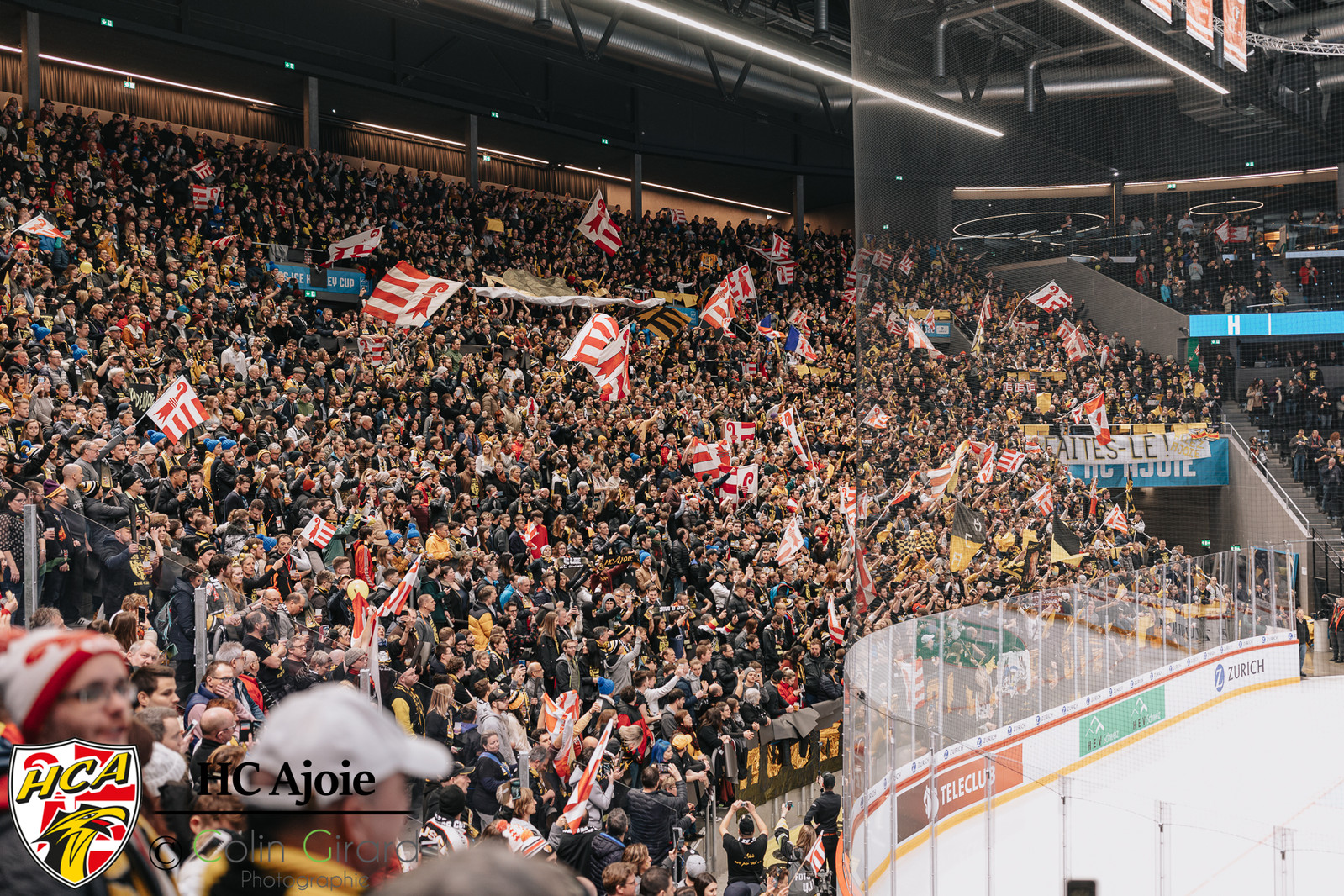
Le HC Ajoie remporte la Coupe de Suisse.

Le 2 février 2020, le HC Ajoie, alors pensionnaire de Swiss League, réalise l'exploit de gagner la Coupe de Suisse, contre le HC Davos, membre de National League, par 7 buts à 3. Il s'agit seulement de la troisième équipe de deuxième division qui parvient à remporter ce trophée. Le match se déroule à la Vaudoise aréna de Lausanne, devant 9284 spectateurs.

##### Effectif vainqueur de la Coupe 2020
| Vainqueur de la Coupe 2019/2020 | Gardiens : Joël Aebi, Tim Wolf Défenseurs : Alain Birbaum, Ciaccomo Casserini, Zaccheo Dotti, Malo Gfeller, Jordane Hauert, Steven Maquat, Valentin Pilet, Bastien Pouilly, David Prysi, Kevin Ryser Attaquants : Fabio Arnold, Philip-Michaël Devos, Thibault Frossard, Jonathan Hazen, Ueli Huber, Mathias Joggi, Stefan Mäder, Devin Muller, Julien Privet, Reto Schmutz, Anthony Staiger, Nicolas Thibaudeau Entraîneur : Gary Sheehan Assistant : Vincent Léchenne |

### Depuis 2020
À la suite de la pandémie de COVID-19, les dirigeants des ligues de hockey suisses décident qu’il n’y aurait pas de relégation à l’issue de la saison 2020-2021. Ainsi, en remportant le championnat de Swiss League face au favori EHC Kloten, les Jurassiens retrouvent la plus haute division pour la première fois depuis leur relégation en 1993,.

### Palmarès

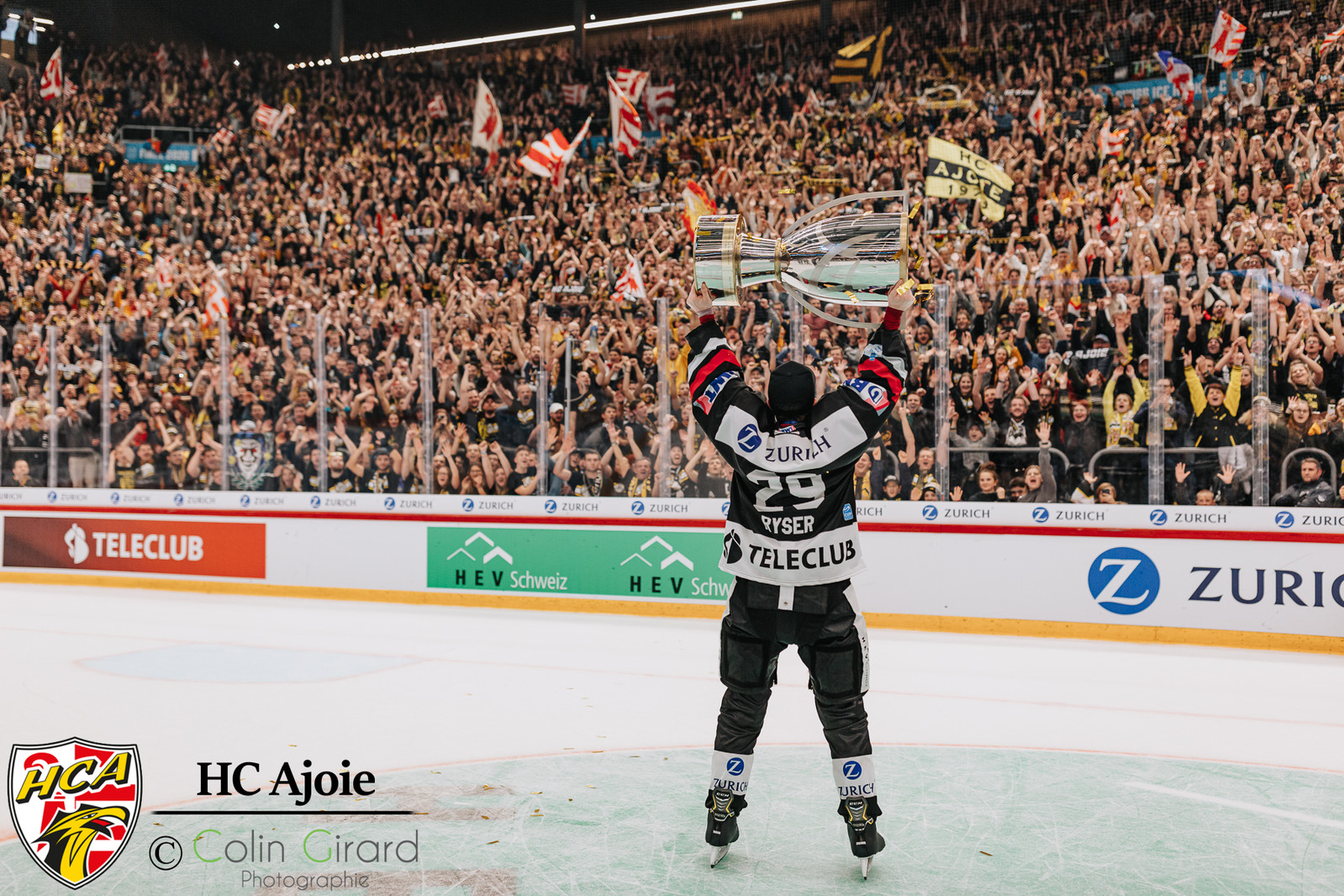
Kevin Ryser présentant la coupe de Suisse aux supporters jurassiens.

- Championnat de Suisse de LNB/SL : 1992, 2016 et 2021
- Coupe de Suisse : 2020

## Les joueurs et présidents

### Joueurs actuels
| No    | Nom                         | Nat. | Position  | Arrivée                          |
| ----- | --------------------------- | ---- | --------- | -------------------------------- |
| +001, | Benjamin Conz               |      | Gardien   | 2024 - HC Ambrì-Piotta           |
| +028, | Kilian Bernasconi           |      | Gardien   | 2024 - HC Arosa                  |
| +030, | Noah Patenaude              |      | Gardien   | 2023 - Ticino Rockets            |
| +040, | Damiano Ciaccio             |      | Gardien   | 2022 - HC Ambrì-Piotta           |
| +002, | Valentin Pilet              |      | Défenseur | 2022 - HC Viège                  |
| +003, | Anttoni Honka               |      | Défenseur | 2024 - Hurricanes de la Caroline |
| +017, | Thomas Thiry                |      | Défenseur | 2022 -CP Berne                   |
| +018, | Bastien Pouilly             |      | Défenseur | Formé au club                    |
| +026, | Kevin Fey – C               |      | Défenseur | 2022 - HC Bienne                 |
| +037, | Arno Nussbaumer             |      | Défenseur | 2024 - EV Zoug                   |
| +043, | Terrence James Brennan – A  |      | Défenseur | 2022 - EC Red Bull Salzbourg     |
| +047, | Marco Maurer                |      | Défenseur | 2024 - CP Berne                  |
| +064, | Joel Scheidegger            |      | Défenseur | 2023 - HC Fribourg-Gottéron      |
| +083, | Tim Minder                  |      | Défenseur | 2024 - HC Davos                  |
| +090, | Jannik Fischer – A          |      | Défenseur | 2023 - HC Ambrì-Piotta           |
| +004, | Jonathan Hazen              |      | Attaquant | 2015 - HC Eppan Pirats           |
| +008, | Philip-Michaël Pinard-Devos |      | Attaquant | 2015 - HC Pustertal-Val Pusteria |
| +012, | Thibault Frossard           |      | Attaquant | Formé au club'                   |
| +013, | Louis Robin                 |      | Attaquant | 2024 - EV Zoug                   |
| +014, | Emīls Veckaktiņš            |      | Attaquant | 2024 - HC Lugano                 |
| +027, | Reto Schmutz                |      | Attaquant | 2017 - SC Rapperswil-Jona Lakers |
| +032, | Jerry Turkulainen           |      | Attaquant | 2024 - JYP Jyväskylä             |
| +046, | Adam Rundqvist              |      | Attaquant | 2023 - HC Thurgovie              |
| +054, | Lilian Garessus             |      | Attaquant | 2022 - HC Bienne                 |
| +070, | Matteo Romanenghi           |      | Attaquant | 2021 - HC Lugano                 |
| +071, | Julius Nättinen             |      | Attaquant | 2024 - HIFK                      |
| +073, | Kyen Sopa                   |      | Attaquant | 2024 - ZSC Lions                 |
| +087, | Marco Pedretti – A          |      | Attaquant | 2024 - Lausanne HC               |
| +089, | Oula Palve                  |      | Attaquant | 2024 - Ilves Tampere             |
| +095, | Kevin Bozon                 |      | Attaquant | 2022 - EHC Winterthour           |

### Numéros retirés
Le HC Ajoie a retiré les numéros:
- #6  Marcel Aubry
- #10  Steven Barras
- #93 Jordane Hauert

### Présidents
Cette section présente les différentes personnes qui ont présidé le club.
- 1973-1976 : Michel Wahl
- 1976-1979 : Jean-Pierre Henzelin
- 1979-1980 : Charles Corbat
- 1980-1981 : Jean-René Ramseyer
- 1981-1983 : André Donzé
- 1983-1984 : Hervé de Weck
- 1984-1986 : Charles Corbat
- 1986-1989 : Vittorio Amadio
- 1989-1992 : Rémy Erard
- 1992-1997 : Patrice Buchs
- 1997-1999 : René Gigon
- 1999- : Patrick Hauert

## Logos

Logos successifs

## La patinoire

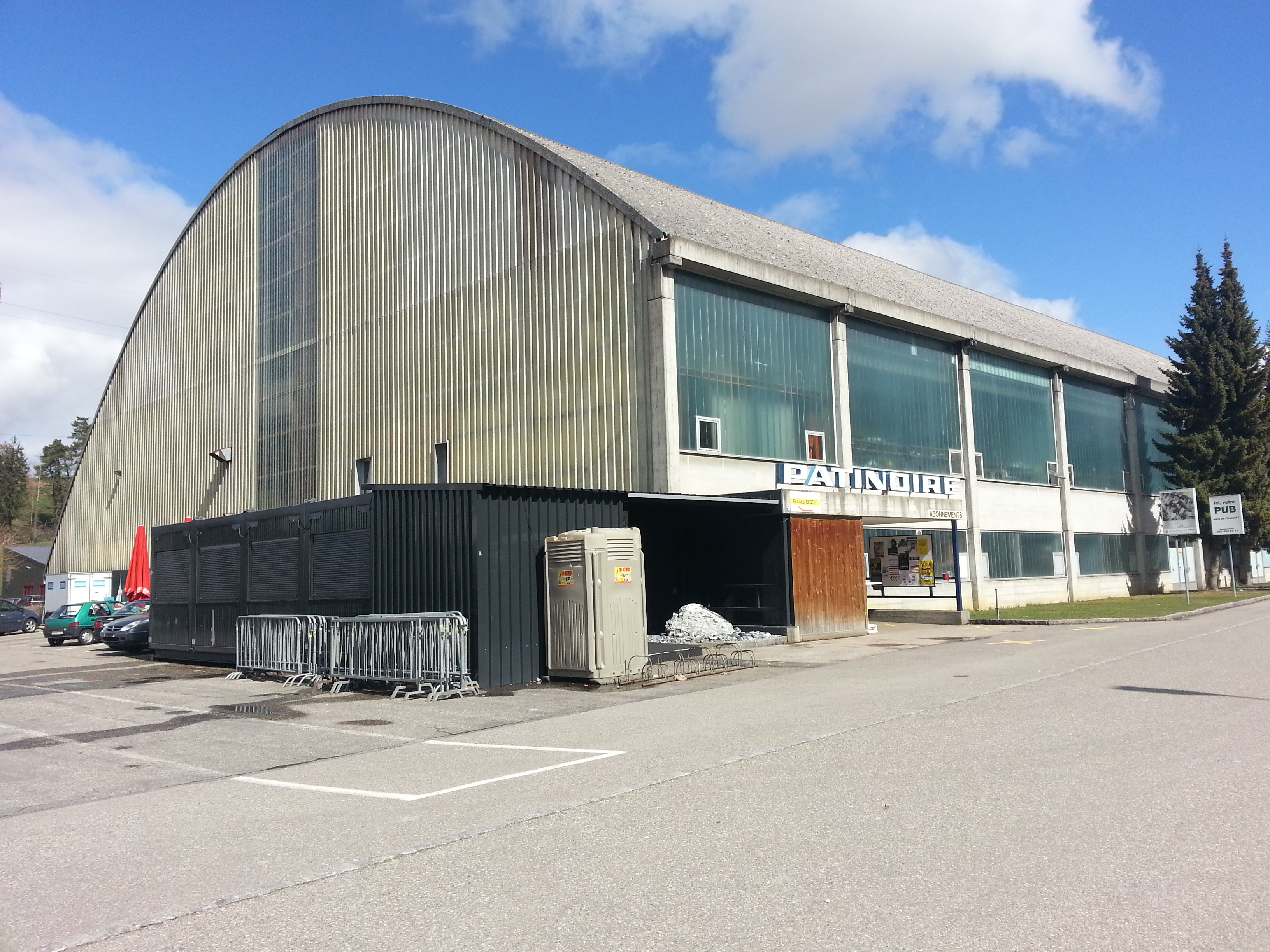
La Raiffeisen Arena avant sa rénovation.

La Raiffeisen Arena accueille les matchs à domicile de l'équipe. Elle a une capacité de 5 178 places.